# One Piece at a Time (singolo)
One Piece at a Time è un brano musicale country composto da Wayne Kemp e registrato da Johnny Cash & The Tennessee Three nel 1976. Fu l'ultimo singolo di Cash a raggiungere la vetta della classifica statunitense Billboard Hot Country Singles e l'ultima canzone di Cash ad entrare nella Billboard Hot 100 (29ª posizione).

## Il brano

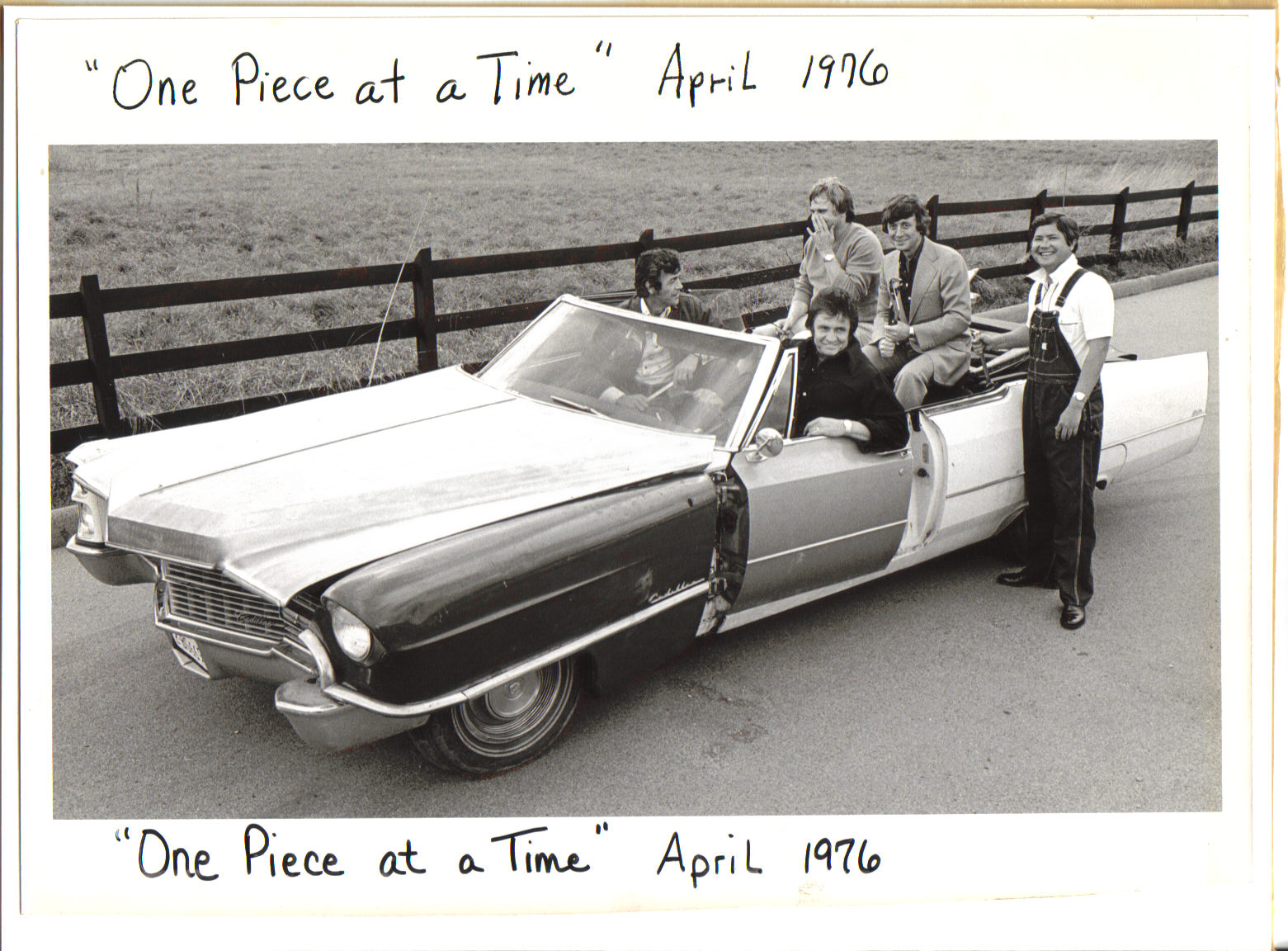
La Cadillac One Piece at a Time di Johnny Cash. Cash è al posto di guida mentre Bruce Fitzpatrick è in piedi accanto.

Il brano, una canzone-racconto, narra le gesta di un uomo che nel 1949 lascia la sua casa in Kentucky per andare a lavorare come operaio alla General Motors di Detroit, Michigan. Il suo lavoro è montare le ruote alle Cadillac, che giorno dopo giorno vede sfilare davanti a sé sul nastro trasportatore, consapevole del fatto che non potrà mai permettersene una.
Quasi subito, insieme a un collega decide di "rubare" una Cadillac, sottraendo tutti i vari componenti dalla catena di montaggio per poi assemblarli fuori dalla fabbrica. Le parti più piccole vengono da lui nascoste nella scatola del pranzo; mentre quelle più ingombranti vengono trasportate e portate via sul camper del collega.
Il processo di accumulazione di tutte le parti necessarie dura almeno 25 anni, ma alla fine, "un pezzo alla volta" come da titolo della canzone, riescono ad ottenere tutti i pezzi necessari. Però in 25 anni, la casa automobilistica ha ovviamente apportato varie modifiche ai propri modelli d'auto, e quindi i due si ritrovano con una sorta di "macchina Frankenstein" costituita da parti diverse provenienti da modelli differenti, che non sembrano nemmeno stare troppo bene insieme.
Nonostante l'inconveniente, i due riescono a far funzionare l'auto. La gente del posto si sbellica dalle risate vedendo la strana nuova auto in città. La canzone termina con una conversazione radiofonica tra il narratore e un camionista che chiede lumi circa la strana "Cadillac" del protagonista, dove il cantante risponde: «You could say I went to the factory and picked it up; it's cheaper that way» ("Potresti dire che sono andato alla fabbrica a prenderla; così ho risparmiato").

## Curiosità
- La Columbia chiese a Bruce Fitzpatrick, titolare della Abernathy Auto Parts e dell'Hilltop Auto Salvage di Nashville, Tennessee, di costruire davvero il veicolo della canzone per sponsorizzare il singolo. Fitzpatrick possedeva tutti i modelli di Cadillac citati nella canzone e quindi accettò l'offerta. Il risultato venne presentato a Cash nell'aprile 1976. L'auto restò parcheggiata all'esterno della House of Cash[3] a Hendersonville, Tennessee, fino a quando non si fosse trovato un posto dove esporla. Quando il Cash Museum della House of Cash chiuse i battenti, Bruce Fitzpatrick riportò la Cadillac a Nashville e la smantellò.[4]